# Dmitrij Mostowienko
Dmitrij Mostowienko (tudi rusko Дмитрий Карпович Мостовенко, Dmitrij Karpovič Mostojenko), poljski general, * 1895, † 1975.